# Komaeda Micuru
Komaeda Micuru (Morioka, 1950. április 14. –) japán válogatott labdarúgó, edző.

## Pályafutása

### Válogatottban
A japán válogatottban 2 mérkőzést játszott, melyeken 2 gólt szerzett.

## Statisztika
| Japán válogatott | Japán válogatott | Japán válogatott |
| Időszak          | Mérk.            | gól              |
| ---------------- | ---------------- | ---------------- |
| 1976             | 1                | 2                |
| 1977             | 1                | 0                |
| Összesen         | 2                | 2                |

### Edzői statisztika
| Csapat             | Nemzet   | –tól     | –ig      | Mérkőzések | Mérkőzések | Mérkőzések | Mérkőzések | Mérkőzések |
| Csapat             | Nemzet   | –tól     | –ig      | M          | Gy         | V          | D          | Gy %       |
| ------------------ | -------- | -------- | -------- | ---------- | ---------- | ---------- | ---------- | ---------- |
| Bellmare Hiratsuka | Japán    | 1994     | 1995     | 96         | 44         | 0          | 52         | 45,8       |
| Bellmare Hiratsuka | Japán    | 1999     | 1999     | 15         | 1          | 1          | 13         | 6,7        |
| Összesen           | Összesen | Összesen | Összesen | 111        | 45         | 1          | 65         | 40,5       |